# Irina-Camelia Begu
Irina-Camelia Begu (n. 26 august 1990, București, România) este o jucătoare română de tenis. Cea mai bună poziție în clasamentul WTA la simplu este locul 22 mondial, atins în august 2016, iar la dublu tot locul 22 mondial, la 1 octombrie 2018. Begu a câștigat șase titluri la simplu și nouă titluri la dublu în WTA Tur. Ea a câștigat, de asemenea, un titlu de simplu în seria WTA 125, precum și 12 titluri de simplu și 19 de dublu pe Circuitul ITF.
Ca junioare, a ajuns în semifinală la Campionatele de la Wimbledon din 2007, în parteneriat cu Oksana Kalashnikova. Mai târziu, ca senior, a ajuns în semifinale la dublu la Australian Open 2018 și în sferturile de finală ale French Open 2017 și ale Campionatelor de la Wimbledon 2018. La simplu, cel mai bun rezultat de Grand Slam este ajungerea în optimi de finală la  Australian Open 2015, French Open 2016 și French Open 2022.
La simplu, ea a ajuns la o finală Premier, la Cupa Kremlin din 2014, dar a pierdut în fața Anastasiei Pavliuchenkova. Celelalte rezultate semnificative ale ei la simplu includ două sferturi de finală la nivel Premier la Madrid Open în 2015 și 2016 și semifinala Premier 5 Italian Open în 2016. La dublu, ea nu a câștigat niciodată un turneu de nivel mai înalt decât Internațional, dar a ajuns în finala turneului Premier-5 Wuhan Open în 2015, precum și două finale de nivel Premier la Kremlin Cup în 2015 și la Eastbourne International în 2018.

## Cariera profesionistă

### 2005–10: Primii ani

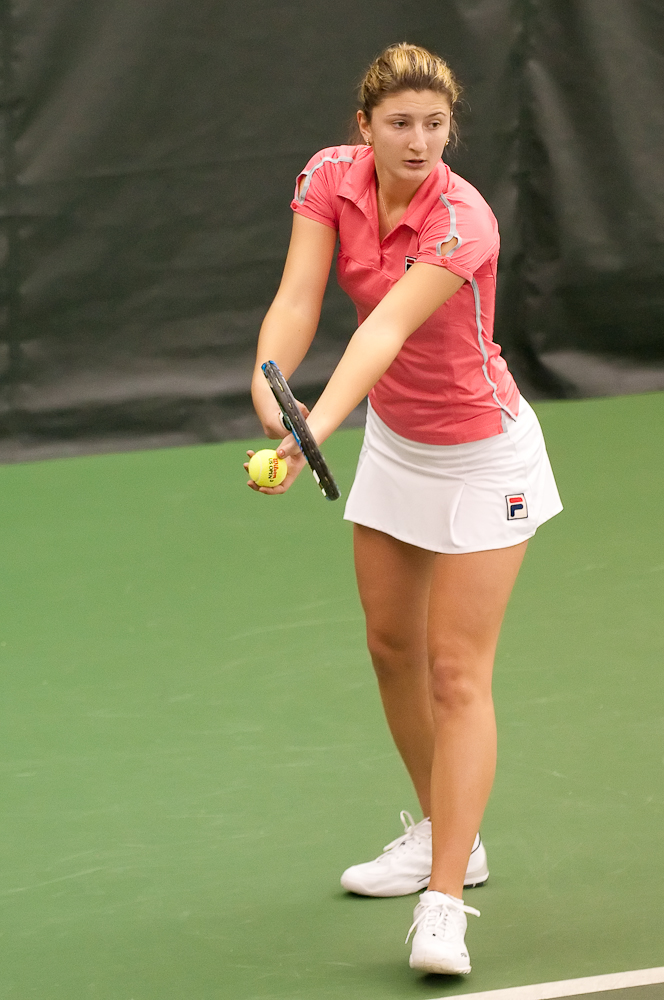
Begu în 2009

#### Simplu
Begu și-a făcut debutul pe circuitul feminin ITF la un eveniment de 10.000 USD la București, în mai 2005. În septembrie 2006, a ajuns la prima finală ITF la București, dar a pierdut în fața Alexandrei Cadanțu. Un an mai târziu, a câștigat primul ei titlu ITF la Brașov, învingând-o în finală pe Andreea Mitu. În octombrie 2008, ea a câștigat primul ei titlu major ITF la evenimentul de 50.000 USD din Jounieh, învingând-o în finală pe Anastasia Iakimova. În sezonul 2008, ea a urcat din ce în ce mai mult în clasament, ajungând de la primele 800 la primele 250 jucătoare la sfârșitul anului. La Openul Francez din 2009, ea a avut prima ei încercare de a participa la un turneu de Grand Slam, dar nu a reușit în etapa finală a calificărilor. În iulie 2009, ea și-a făcut debutul în Circuitul WTA la Openul Ungariei, dar a pierdut în prima rundă în fața lui Shahar Pe'er.

#### Dublu
Ea și-a făcut debutul la dublu pe Circuitul ITF la un eveniment de 10.000 $ la Câmpina în septembrie 2005. În iulie 2006, a câștigat primul ei titlu ITF la Galați. În mai 2009, Begu a câștigat primul ei titlu major ITF de 100.000 $ la București, alături de Simona Halep. La Internazionali Femminili di Palermo din 2009, ea și-a făcut debutul la dublu pe circuitul WTA. În august 2010, a câștigat premiul de 75.000$ la București, alături de Elena Bogdan. Mai târziu în acel an, ea a câștigat trei titluri de 25.000 de dolari și a ajuns în finală la Madrid, la turneu de 50.000 dolari și la Toyota de 75.000 dolari.

### 2011–12: Primul titlu WTA

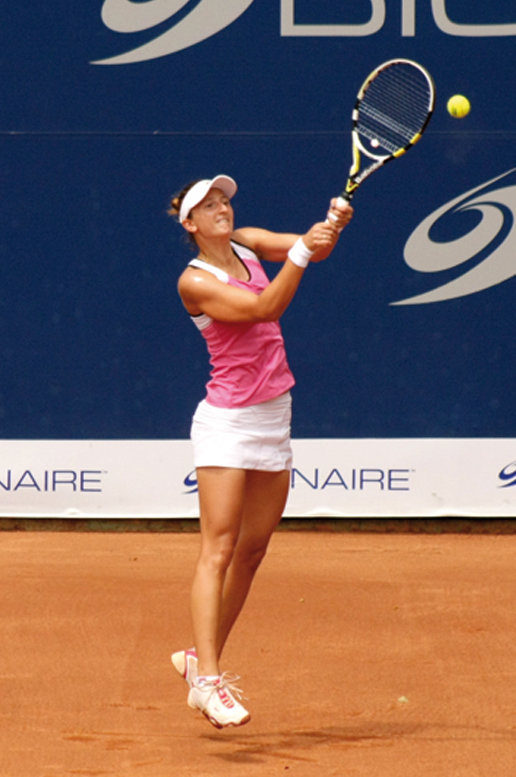
Begu a câștigat titlurile la simplu și la dublu la Copa Bionaire și la România Open

#### Simplu
Begu a continuat să progreseze pe Circuitul ITF, câștigând primul ei titlu de 100.000 de dolari la Copa Bionaire de la Cali în februarie, după ce a învins-o pe Laura Pous Tió, în seturi consecutive în finală. În aprilie, după ce a intrat pe tabloul principal prin calificare, a ajuns în prima finală WTA la Andalucia Tennis Experience. În drum spre finală, ea a învins-o pe Klára Koukalová clasată în top-40 și pe Svetlana Kuznețova clasată în top-20, înainte de a pierde în finală cu Victoria Azarenka. La French Open, ea și-a făcut debutul pe tabloul principal de Grand Slam și a înregistrat prima ei victorie în Grand Slam. Apoi, a pierdut cu Svetlana Kuznețova în runda a doua. În iunie, a revenit pe Circuitul ITF, unde a ajuns în finala Open de Marseille de 100.000 $, fiind învinsă de Pauline Parmentier. Apoi, a revenit pe Circuitul WTA și a ajuns la o altă finală WTA la Hungarian Open, dar a pierdut în fața Robertei Vinci. După aceea, a câștigat 100.000 $ la București, învingând-o în finală pe Laura Pous Tió. A ajuns în semifinalele Texas Open, unde a pierdut în fața Sabinei Lisicki. Pe parcursul anului, ea a progresat în clasament, debutând în top 100 în aprilie și mai târziu în top 50 în iulie.
Begu a continuat să progreseze pe Circuitul WTA. În martie, ea a ajuns în semifinala Mexican Open de la Acapulco, dar a pierdut în fața Flaviei Pennetta. În aprilie, ea a ajuns în sferturile de finală la Morocco Open, unde a învins-o pe fosta numărul 2 mondial, Svetlana Kuznețova. În iulie, ea a ajuns la o altă semifinală WTA la Palermo International, pierzând în fața Sara Errani în seturi consecutive. În ciuda faptului că a ieșit devreme la US Open 2012, Begu a câștigat prima ei victorie în fața unei jucătoare din top-10, învingând-o pe numărul 9 mondial, Caroline Wozniacki, în prima rundă. În runda următoare, ea a pierdut în fața Sílvia Soler Espinosa. S-a descurcat mai bine în septembrie, când a câștigat primul ei titlu WTA, învingând-o pe Donna Vekić în finală. Acolo, ea le-a învins, de asemenea, pe jucătoarele aflate în top-50 Alizé Cornet și Urszula Radwańska. A urmat semifinala la Linz Open, unde a fost învinsă de Victoria Azarenka.

#### Dublu
Begu a început bine anul 2011, câștigând titlul la 100.000 $ la Cali, ca primul ei turneu de dublu al anului. În iunie 2011, ea a câștigat un alt titlu de 100.000 de dolari la Marsilia. La Wimbledon 2011, ea a debutat la dublu de Grand Slam, dar a pierdut în prima rundă. În iulie 2011, a câștigat al treilea an titlul de 100.000 de dolari la București. A început anul 2012 cu titlul la Hobart International, acesta a fost primul ei titlu la dublu WTA. Acolo s-a asociat cu Monica Niculescu. A ajuns în sferturile de finală la Australian Open, din nou cu Niculescu. Apoi, în aprilie, a ajuns în finala Morocco Open, dar a terminat ca finalistă cu Alexandra Cadanțu. În iulie, a câștigat 100.000 de dolari la București pentru al doilea an consecutiv. Ea a terminat anul cu finala de la Luxemburg Open. În aceste două sezoane, Begu a urcat în clasament. Mai întâi, ea a debutat în top 100 în februarie 2011, apoi în top 50 la sfârșitul lunii ianuarie 2012.

### 2013–14: De la performanță slabă la îmbunătățiri

#### Simplu

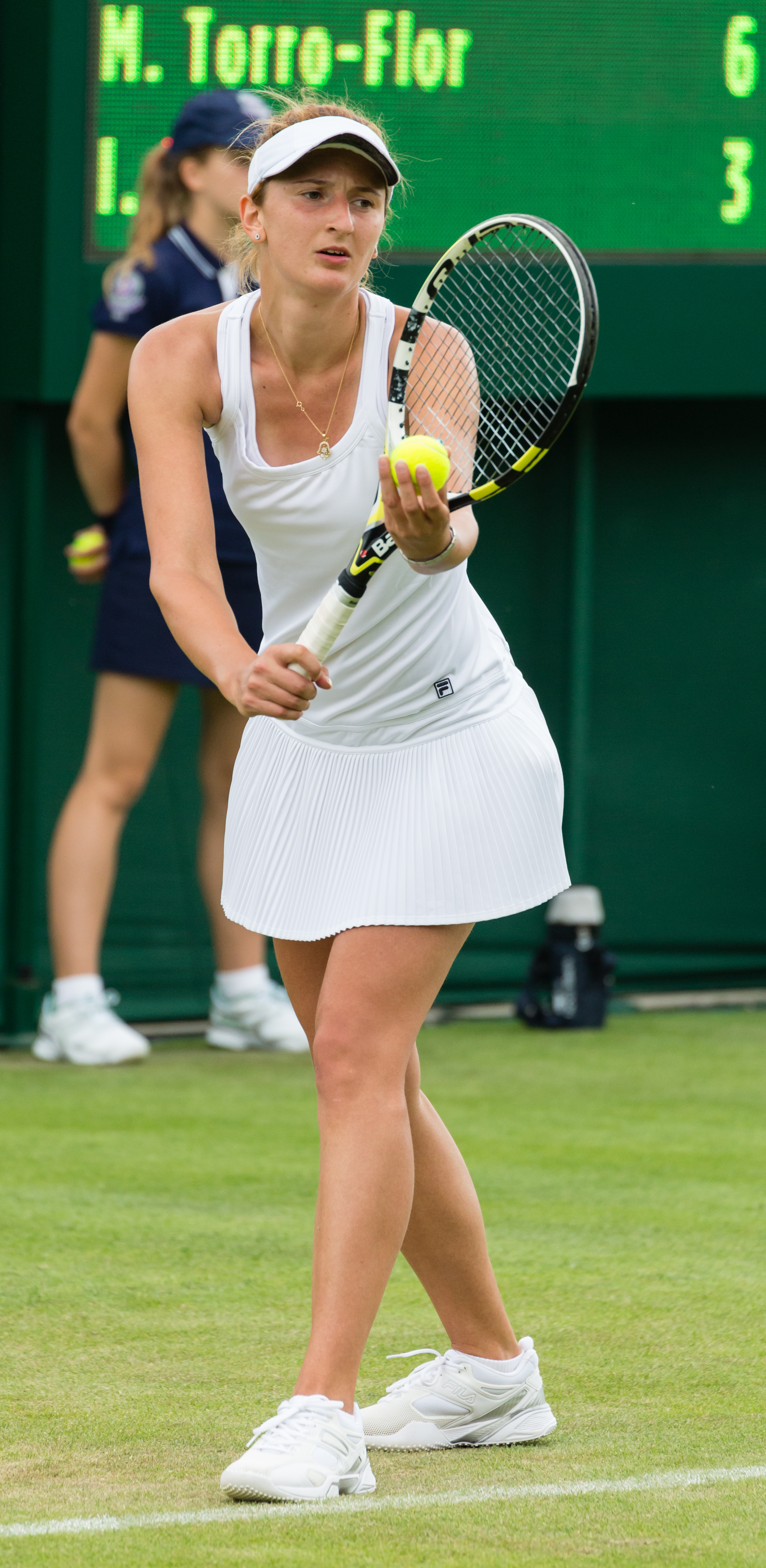
Begu la Wimbledon 2013

Spre deosebire de anii precedenți, Begu nu a făcut nici un progres în sezonul 2013. A început anul cu o  înfrângere în prima rundă la Hobart International. După aceea, ea a ajuns doar în prima sau a doua rundă la fiecare turneu, cu excepția unui sfert de finală de la Korea Open din septembrie. Acolo a învins-o pe Julia Görges, jucătoare din top 50, dar mai târziu a pierdut în fața Anastasiei Pavliucenkova. Rezultatele slabe au făcut-o să coboare în clasament și să cadă în top 100 în septembrie.
Lucrurile s-au schimbat în sezonul 2014. La Australian Open, a fost nevoită să joace în calificări. A reușit să se califice, dar apoi a pierdut în fața Galinei Voskoboeva. La următoarea ei participare, ea a ajuns în sferturile de finală la Rio Open, pierzând în fața Teliana Pereira. Apoi a avut succes pe Circuitul feminin ITF. Ea a câștigat două evenimente de 25.000 de dolari și a ajuns în finala de la Medellín de 50.000 dolari. În mai, ea a ajuns în semifinala Portugaliei Open de la Oeiras, învingând-o pe Kaia Kanepi aflată în top 30 și Kurumi Nara din top 50, înainte de a pierde în fața Carlei Suárez Navarro, jucătoare din top 20. În iulie, ea a câștigat 100.000 de dolari la Contrexéville, după ce a învins-o pe favorita nr. 1 Kaia Kanepi. Begu a terminat anul cu finala Cupei Kremlin de nivel Premier, dar apoi a pierdut în fața Anastasiei Pavliucenkova. Toate aceste rezultate, au ajutat-o să urce din afara top 120 până în top 50, la sfârșitul anului.

#### Dublu: Trei titluri WTA
La fel ca la simplu, Begu nu a arătat tot ce poate mai bine la dublu, în aceste două sezoane. La Australian Open 2013, ea a ajuns în runda a treia, alături de Niculescu, nereușind să repete rezultatul din sferturile de finală din anul precedent. În iunie, a câștigat titlul la Campionatele Rosmalen, alături de Anabel Medina Garrigues. Acesta a fost primul ei titlu pe iarbă. În februarie 2014, a câștigat titlul la Rio Open, alături de Maria Irigoyen. Curând după aceea, s-a întors pe circuitul feminin ITF, unde a câștigat mai întâi un eveniment de 25.000 de dolari din São Paulo și apoi cel de 50.000 dolari la Medellín. Când s-a întors pe Circuitul WTA, nu s-a descurcat bine, dar mai târziu a ajuns în runda a treia a Openului Francez. În iulie, ea a ajuns în finala Contrexéville de 100.000 USD. În septembrie, a ajuns în semifinala Tashkent Open, urmată cu titlu la Korea Open. În ciuda inconsecvențelor ei, ea a rămas în top 100 pe parcursul sezoanelor 2013 și 2014.

### 2015–17: Trei titluri WTA, top 30

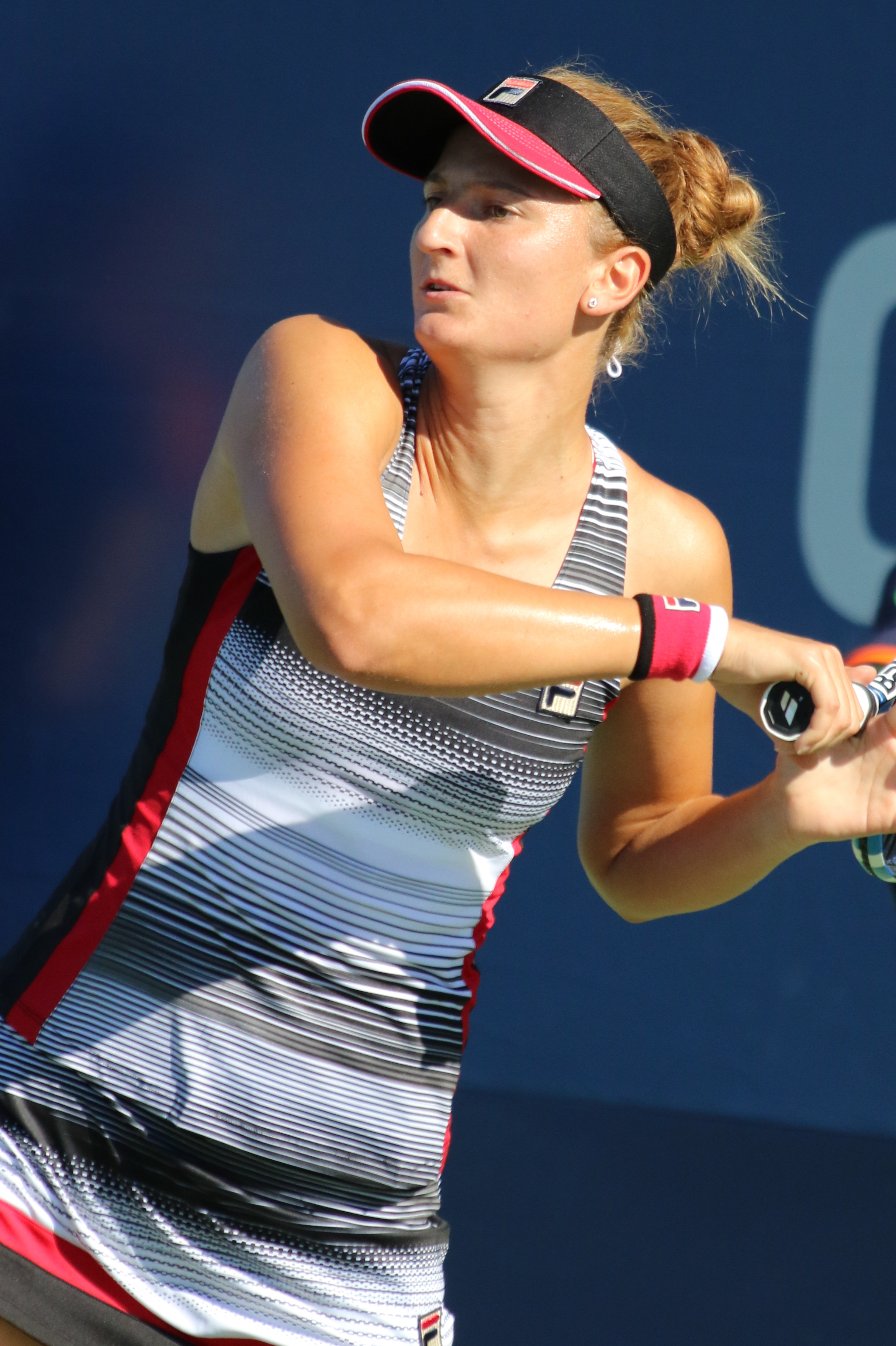
Begu la US Open 2016

#### Simplu
Begu a făcut progrese mari la Australian Open 2015. Până atunci, cel mai bun rezultat fusese ajungerea în runda a doua, dar acum a ajuns în runda a patra. În prima rundă a învins-o pe Angelique Kerber, jucătoare din top 10, în runda a doua pe Kateřina Siniaková, în runda a treia pe Carina Witthöft, iar în runda a patra a fost învinsă de numărul 7 mondial, Eugenie Bouchard. O lună mai târziu, a ajuns în semifinala de la Rio Open, dar a pierdut în fața Anna Karolína Schmiedlová. Begu a început bine sezonul pe zgură cu sferturi de finală la Charleston Open de nivel Premier, unde a fost învinsă de Angelique Kerber. La Madrid Open, ea a ajuns în primul său sfert de finală Premier Mandatory, pierzând acolo în fața nr. 4 mondial, Petra Kvitová. Apoi a ajuns în runda a treia la Italian Open, French Open și Wimbledon. În septembrie, ea a câștigat titlul WTA la Korea Open, învingând-o pe Aliaksandra Sasnovici în finală. În mai, a debutat în top 30 și mai târziu a ajuns pe locul 25.
În ciuda unui început lent în sezonul 2016, Begu a ajuns în optimile de finală la Miami Open. Acolo a învins-o pe Sabine Lisicki, jucătoare aflată în top 40, înainte de a pierde mai târziu în fața lui Madison Keys. În sferturile de finală la turneul de nivel Premier Charleston Open a pierdut în germancei Angelique Kerber. Apoi a făcut al doilea sfertur de finală consecutiv la Madrid Open. A învins-o pe numărul 4 mondial Garbiñe Muguruza în runda a doua, dar ulterior a pierdut în fața compatrioatei sale, Simona Halep. Apoi a ajuns la prima ei semifinală Premier 5 la Italian Open. Acolo a câștigat încă o victorie în fața jucătoarelor din top 10 în fața Victoriei Azarenka, dar mai târziu a pierdut în fața Serenei Williams. La French Open, ea a ajuns în optimile de finală, după ce a învins două jucătoare din top 50, CoCo Vandeweghe și Annika Beck, dar ulterior a pierdut în fața americancei Shelby Rogers. În august, ea a câștigat titlul la Cupa de tenis a Braziliei, după ce a învins-o pe Tímea Babos în finală. Acolo a învins-o și pe jucătoarea din top 50, Monica Puig. Curând după aceea, tot în august, ea a ajuns pe locul 22 în clasament, cea mai înaltă poziție atinsă în carieră.
Până în aprilie 2017, Begu nu a făcut nici un rezultat semnificativ de la începutul sezonului. Ea a ajuns apoi în sferturile de finală la Premier-level Charleston Open, inclusiv victoria în fața Samantha Stosur, jucătoare din top 20, chiar înainte de a pierde mai târziu în fața Dariei Kasatkina. A urmat semifinala Cupei de la Istanbul, dar apoi a pierdut în fața Elise Mertens. La Madrid Open, ea a ajuns în runda a treia, după ce a învins în runda de deschidere pe Elena Vesnina, jucătoare din top 20. În iulie, ea a ajuns în finala Southsea de 100.000 USD, dar apoi a pierdut în fața Tatjanei Maria.
Begu a câștigat titlul la Bucharest Open, învingând-o pe Julia Görges în finală și nepierzând nici un set în de-a lungul întregului turneu. În semifinală, ea a învins-o pe Carla Suárez Navarro. În octombrie, a ajuns în semifinala Cupei Kremlin de nivel Premier, unde a fost învinsă de Daria Kasatkina. Anterior, în runda doi, ea a învins-o pe Anastasija Sevastova, jucătoare din top 30. Pe parcursul întregului an, ea a rămas în primele 70.

#### Dublu
În februarie 2015, Begu a terminat ca finalistă la Rio Open, alături de Maria Irigoyen. La Madrid Open, ea a ajuns în primul ei sfert de finală Premier Mandatory. La Canadian Open 2015, Begu a ajuns în primul sfert de finală Premier 5, iar apoi la Wuhan Open 2015, alături de Monica Niculescu, a ajuns la prima finală de la acel nivel. Au pierdut în fața Martinei Hingis și Sania Mirza. A încheiat sezonul cu finala Cupei Kremlin de nivel Premier. Imediat după aceea, ea a debutat în top 30.
În anul următor, ea a continuat cu performanțe semnificative la nivelul Premier 5, ajungând în semifinală la Italian Open 2016. Cu toate acestea, celelalte rezultate ale ei din sezonul 2016 nu au fost atât de semnificative. A început anul în top 30, apoi a început să coboare în clasament și a terminat anul în afara top 150. În 2017, la Madrid Open, a ajuns în semifinală alături de Simona Halep. A urmat primul său sfert de finală la French Open din 2017 alături de Zheng Saisai, unde au pierdut în fața perechii Ashleigh Barty și Casey Dellacqua. În iulie 2017, alături de Raluca Olaru, a câștigat Bucharest Open, învingându-le în finală pe Elise Mertens și Demi Schuurs.  Apoi, din nou cu Olaru, a ajuns în sferturile de finală la Cincinnati Open. La Tianjin Open din 2017, ea a câștigat titlul alături de Sara Errani. Spre deosebire de 2016, ea a început să urce în clasament și a revenit în top 40 în octombrie.

### 2018–20: Inconsistență

#### Simplu

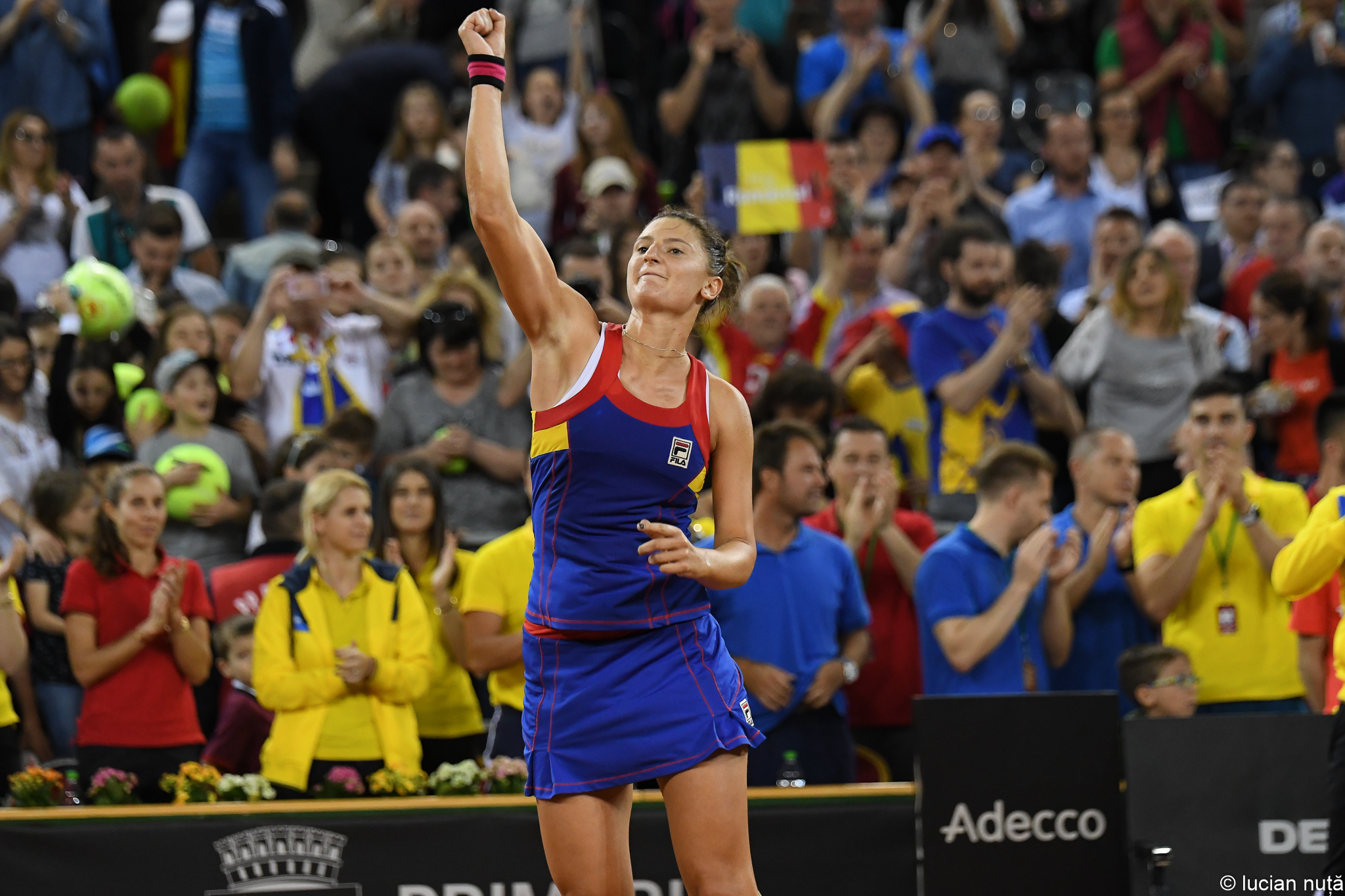
Begu la Fed Cup 2018, România - Elveția, după ce a învins-o pe Timea Bacsinszky cu 6-4, 6-1

Begu a avut rezultate variabile pe parcursul acestor trei sezoane. A început sezonul 2018 cu semifinala de la Shenzhen Open, dar apoi a pierdut în fața nr. 1 mondial Simona Halep. Apoi a început să ajungă doar în prima sau a doua rundă, înainte de a ajunge în sferturile de finală la turneul de nivel Premier, la Charleston Open, în aprilie. Acolo a pierdut în fața Dariei Kasatkina. La turneul următor a a ajuns în semifinala Cupei de la Istanbul. La Madrid Open, ea a învins-o pe numărul 5 mondial Jeļena Ostapenko în prima rundă, dar apoi a pierdut în fața Mariei Șarapova. La  French Open, a ajuns în runda a treia, după ce a învins pe Zhang Shuai, jucătoare din top 30. În meciul din runda a treia, a fost învinsă de numărul 7 mondial, Caroline Garcia. În septembrie, a ajuns în sferturile de finală la Korea Open, după ce a învins-o pe Agnieszka Radwańska.
La începutul lui 2019, ea a ajuns în sferturile de finală la Hobart International, dar apoi a pierdut în fața Anna Karolína Schmiedlová. O lună mai târziu, a ajuns la un alt sfert de finală la Openul Ungariei, pierzând acolo în fața Markéta Vondroušová. În mai, ea a căzut în top 100 pentru prima dată din aprilie 2014. Mai târziu a ajuns în sferturile de finală la Bucharest Open, unde a învins-o Laura Siegemund. Ultimul ei turneu al anului a fost Székesfehérvár de 100.000 $, unde a terminat ca finalistă, după ce a fost învinsă de Danka Kovinić.
Begu a câștigat 100.000 dolari la Cairo în februarie 2020, după ce a învins-o pe Lesia Tsurenko în finală. Acest lucru a adus-o înapoi în top 100. Ea și-a continuat forma bună în martie și a câștigat un titlu la un turneu din seria WTA 125K, Indian Wells Challenger, nepierzând nici un set în întregul turneu și a învins-o pe Misaki Doi în finală. În august, ea a ajuns în semifinala WTA Praga Open, dar a pierdut în fața Simonei Halep. În prima rundă, ea a învins-o pe Anastasija Sevastova, jucătoare din top 50.

#### Dublu
Begu a început sezonul 2018 cu un titlu la Shenzhen Open, alături de Simona Halep. La Australian Open a ajuns la prima sa semifinală de Grand Slam, jucând alături de Monica Niculescu. Au pierdut în fața perechii Ekaterina Makarova și Elena Vesnina. La sfârșitul lunii iunie, ea a ajuns în finala Eastbourne International, dar nu a reușit să câștige titlul. La Wimbledon, ea a ajuns în sferturi alături de Mihaela Buzărnescu, unde au fost învinse de Nicole Melichar și Květa Peschke.
A urmat titlu de la Bucharest Open cu Andreea Mitu. În septembrie 2018, ea a ajuns în finala Tașkent Open cu Raluca Olaru, dar au pierdut în fața Olga Danilović și Tamara Zidanšek. În octombrie 2018, ea a atins cea mai bună clasare la dublu din carieră, locul 22 mondial. În februarie 2019, ea și Niculescu au câștigat titlul la Thailand Open, învingându-le pe Anna Blinkova și Wang Yafan în finală. Mai târziu, a început să producă rezultate modeste, ceea ce a dus la noua ei scădere în clasament. Begu a continuat să se lupte cu rezultatele și a ieși din top 100 la sfârșitul lunii ianuarie 2020. În sezonul 2020, Begu a câștigat un singur meci, la Linz Open.

### 2021: Semifinală French Open la dublu

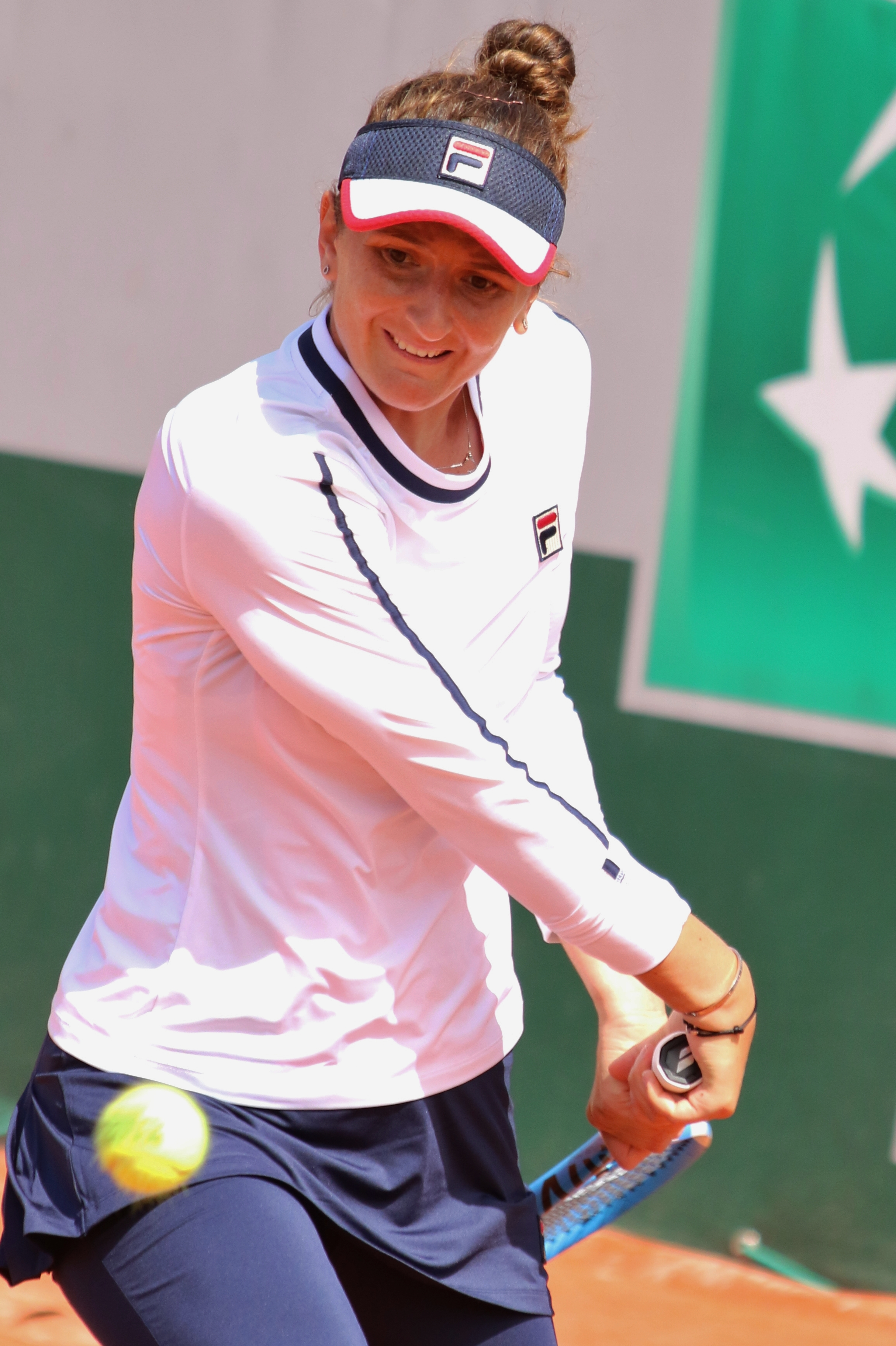
Irina Begu

#### Simplu
În februarie, la Gippsland Trophy, Begu a ajuns în sferturi de finală după ce le-a învins pe favorita nr. 11 Zheng Saisai, Aliaksandra Sasnovici și favorita nr. 5 Johanna Konta, toate în trei seturi. În sferturi a fost învinsă de favorita nr. 2 Naomi Osaka, în seturi consecutive. La Australian Open a fost eliminată în prima rundă. Imediat după Australian Open, la Phillip Island Trophy, a ajuns în sferturi, unde a fost învinsă de favorita nr. 2 Bianca Andreescu, în trei seturi. În august, la prima ediție a turneului Cleveland Ladies Open, ea a ajuns în finală, după ce le-a învins pe favorita nr.3 Ekaterina Alexandrova, Polona Hercog, Aliaksandra Sasnovici, Magda Linette, fără să piardă nici un set de-a lungul turneului. În finală a fost învinsă de favorita nr. 2 Anett Kontaveit în seturi consecutive. În octombrie, la Tenerife Ladies Open, a ajuns în sferturi, unde a fost învinsă de Ann Li.

#### Dublu
La dublu, a ajuns în semifinale cu favorita locală Sara Errani ca pereche wildcard la Italian Open, unde au fost învinse de Markéta Vondroušová și Kristina Mladenovic.
La French Open, Begu a ajuns în semifinale la dublu, colaborând cu argentinianca Nadia Podoroska pentru a doua oară în carieră. Au pierdut în fața perechii Iga Świątek și Bethanie Mattek-Sands.

### 2022: Runda patru la French Open, primul titlu în 5 ani
Ea a jucat la Melbourne Summer Set 2 în ianuarie. În prima rundă a învins-o pe Jessica Pegula, favorita nr. 1 a turneului. Apoi, după ce a eliminat-o pe Jasmine Paolini, a pierdut în fața Amandei Anisimova în sferturi. La Australian Open a pierdut în runda a doua în fața Elisei Mertens. Următorul turneu a fost la Sankt Petersburg, unde a învins-o pe Zhang Shuai, favorita nr. 6 Petra Kvitová și pe Tereza Martincová în seturi consecutive, dar a pierdut în semifinale față favoritei nr. 1 Maria Sakkari, după un meci de 3 ore. Apoi a pierdut meciurile din runda de deschidere la Campionatele de tenis din Dubai, Qatar Open și Indian Wells Open. La Miami Open, ea a învins-o pe Hailey Baptiste în trei seturi și apoi pe favorita nr. 1 Arina Sabalenka în seturi consecutive, înainte de a pierde în fața Aliaksandra Sasnovici în runda a treia.
În timpul sezonului pe zgură, ea a ajuns în optimile de finală la Charleston și s-a calificat pe tabloul principal de la Madrid, unde a pierdut în fața Belindei Bencic. La French Open, Begu le-a învins pe Jasmine Paolini, Ekaterina Alexandrova și Léolia Jeanjean, intrând în a doua săptămână a unui eveniment de Grand Slam pentru prima dată de la French Open 2016, unde a pierdut în fața Jessica Pegula. Begu a fost amendată cu 10.000 de dolari pentru comportament nesportiv, după ce și-a aruncat racheta în meciul din runda a treia cu Ekaterina Alexandrova. La Wimbledon, Begu a pierdut în runda a treia în fața Jeļenei Ostapenko, în trei seturi.
La Internazionali Femminili di Palermo, Begu a învins-o pe Marina Bassols Ribera, Océane Dodin, Diane Parry, Sara Sorribes Tormo și Lucia Bronzetti, câștigând primul ei tilu în cinci ani. La Emilia-Romagna Open a ajuns în sferturi de finală unde a fost învinsă de Ana Bogdan. A câștigat Țiriac Foundation Trophy de la București, unde le-a învins pe Laura Pigossi, Irina Bara, Kateryna Baindl, Sara Errani și Réka Luca Jani.

### 2023: Primul sfert de finală WTA 1000 din 2016, nr. 1 în România
Begu a început sezonul 2023 la Adelaide International 1 unde a ajuns în sferturi de finală după ce a învins-o în seturi consecutive pe favorita nr. 7, letona Jeļena Ostapenko, apoi în semifinale după ce a învins-o în seturi consecutive pe favorita nr. 4 Veronika Kudermetova. La Miami Open 2023 a ajuns în runda a doua salvând cinci puncte de set împotriva Alexandrei Eala, apoi a fost învinsă de chinezoaica Zheng Qinwen, cap de serie nr. 23, în trei seturi.
Clasată pe locul 31 la Mutua Madrid Open din 2023, ea a ajuns în sferturi învingându-le pe Karolína Muchová, favorita nr. 33 Shelby Rogers și favorita nr. 14 Liudmila Samsonova. Drept urmare, a devenit jucătoarea nr. 1 din România, întrecând-o pe Simona Halep. La French Open 2023, unde a fost cap de serie nr. 27, după ce le-a învins pe Anna Bondar și Sara Errani, a fost învinsă de Karolina Muchova (locul 43 mondial) în seturi consecutive, în runda a treia. Următorul turneu la care a participat a fost Wimbledon 2023, unde s-a oprit în runda a doua, fiind învinsă de Anna Blinkova, în două seturi.
A participat la Iași Open, turneu de nivel WTA 125, unde a ajuns în finală, după ce le-a învins pe Paquet, Jani, Jil Teichmann și Tamara Zidansek. În finală a fost învinsă de Ana Bogdan, care și-a apărat cu succes titlul. Begu a pierdut și prima poziție în clasamentul jucătoarelor române de tenis, fiind întrecută de Sorana Cîrstea. La Cincinnati Masters, turneu de nivel WTA 1000 a fost eliminată în prima rundă, ca și la US Open.

## Statistici carieră

### Participare la turnee de Grand Slam
| C | F | SF | QF | #R | RR | Q# | P# | DNQ | A | Z# | PO | Au | Ag | Br | NMS | P | NH |

#### Simplu
| Turneu           | 2009 | 2010 | 2011 | 2012 | 2013 | 2014 | 2015 | 2016 | 2017 | 2018 | 2019 | 2020 | 2021 | 2022 | 2023 | 2024 | 2025 | SR     | C–P   | Victorii % |
| ---------------- | ---- | ---- | ---- | ---- | ---- | ---- | ---- | ---- | ---- | ---- | ---- | ---- | ---- | ---- | ---- | ---- | ---- | ------ | ----- | ---------- |
| Australian Open  | A    | A    | Q3   | 1R   | 2R   | 1R   | 4R   | 1R   | 2R   | 2R   | 2R   | 1R   | 1R   | 2R   | 2R   | A    | 1R   | 0 / 13 | 9–13  | 41%        |
| French Open      | Q3   | A    | 2R   | 2R   | 1R   | Q3   | 3R   | 4R   | 1R   | 3R   | 3R   | 2R   | 1R   | 4R   | 3R   | 3R   | 1R   | 0 / 14 | 19–14 | 58%        |
| Wimbledon        | Q2   | Q1   | 1R   | 1R   | 1R   | 2R   | 3R   | 1R   | 2R   | 1R   | Q2   | NH   | 3R   | 3R   | 2R   | 1R   | 2R   | 0 / 13 | 10–13 | 43%        |
| US Open          | Q1   | A    | 1R   | 2R   | 1R   | 2R   | 1R   | 1R   | 1R   | 2R   | Q2   | 1R   | 1R   | 2R   | 1R   | A    |      | 0 / 12 | 4–12  | 25%        |
| Câștigat–pierdut | 0–0  | 0–0  | 1–3  | 2–4  | 1–4  | 2–3  | 7–4  | 3–4  | 2–4  | 4–4  | 3–2  | 1–3  | 2–4  | 7–4  | 4–4  | 2–2  | 1–3  | 0 / 52 | 42–52 | 45%        |

#### Dublu
| Turneu           | 2011 | 2012 | 2013 | 2014 | 2015 | 2016 | 2017 | 2018 | 2019 | 2020 | 2021 | 2022 | 2023 | SR     | C–P   |
| ---------------- | ---- | ---- | ---- | ---- | ---- | ---- | ---- | ---- | ---- | ---- | ---- | ---- | ---- | ------ | ----- |
| Australian Open  | A    | QF   | 3R   | 1R   | 2R   | 1R   | 1R   | SF   | 2R   | 1R   | 1R   | 1R   | 1R   | 0 / 12 | 11–12 |
| French Open      | A    | 1R   | 2R   | 3R   | 2R   | A    | QF   | 2R   | 1R   | 1R   | SF   | 2R   | 1R   | 0 / 11 | 13–11 |
| Wimbledon        | 1R   | 2R   | 1R   | 1R   | 2R   | 1R   | A    | QF   | 3R   | NH   | A    | 1R   |      | 0 / 9  | 7–9   |
| US Open          | 2R   | 1R   | 1R   | 1R   | 3R   | 1R   | 1R   | 2R   | A    | A    | 2R   | 1R   |      | 0 / 10 | 5–10  |
| Câștigat–pierdut | 1–2  | 4–4  | 3–4  | 2–4  | 5–4  | 0–3  | 3–3  | 9–4  | 3–3  | 0–2  | 5–3  | 1–4  | 0–2  | 0 / 42 | 36–42 |

#### Dublu: 1 (1 finală)
| Rezultat  | An   | Turneu | Suprafață | Partneră         | Adversare                  | Scor     |
| --------- | ---- | ------ | --------- | ---------------- | -------------------------- | -------- |
| Finalistă | 2015 | Wuhan  | Hard      | Monica Niculescu | Martina Hingis Sania Mirza | 2−6, 3−6 |

### Finale WTA

#### Simplu: 10 (6 titluri, 4 finale)
| Legendă       |
| ------------- |
| Grand Slam    |
| WTA 1000      |
| WTA 500 (0–1) |
| WTA 250 (6–3) |

| Titluri după suprafață |
| ---------------------- |
| Dură (3–2)             |
| Iarbă (0–0)            |
| Zgură (3–2)            |
| Covor (0–0)            |

| Rezultat     | C-P | Dată               | Turneu                                             | Suprafață | Adversară               | Scor          |
| ------------ | --- | ------------------ | -------------------------------------------------- | --------- | ----------------------- | ------------- |
| Finalistă    | 0–1 | 10 aprilie 2011    | Andalucia Tennis Experience, Marbella, Spania      | Zgură     | Victoria Azarenka       | 3–6, 2–6      |
| Finalistă    | 0–2 | 10 iulie 2011      | Poli-Farbe Budapest Grand Prix, Budapesta, Ungaria | Zgură     | Roberta Vinci           | 4–6, 6–1, 4–6 |
| Câștigătoare | 1–2 | 15 septembrie 2012 | Tashkent Open, Tașkent, Uzbekistan                 | Dură      | Donna Vekić             | 6–4, 6–4      |
| Finalistă    | 1–3 | 19 octombrie 2014  | Kremlin Cup, Moscova, Rusia                        | Dură      | Anastasia Pavliucenkova | 4–6, 7–5, 1–6 |
| Câștigătoare | 2–3 | 27 septembrie 2015 | Korea Open, Seul, Coreea de Sud                    | Dură      | Aliaksandra Sasnovici   | 6–3, 6–1      |
| Câștigătoare | 3–3 | 5 august 2016      | Brasil Tennis Cup, Florianopolis, Brazilia         | Dură      | Timea Babos             | 2–6, 6–4, 6–3 |
| Câștigătoare | 4–3 | 23 iulie 2017      | BRD Bucharest Open                                 | Zgură     | Julia Goerges           | 6-3, 7-5      |
| Finalistă    | 4–4 | august 2021        | Tennis in Cleveland, Statele Unite                 | Dură      | Anett Kontaveit         | 6–7(5–7), 4–6 |
| Câștigătoare | 5–4 | iulie 2022         | Palermo Ladies Open, Italia                        | Zgură     | Lucia Bronzetti         | 6–2, 6–2      |
| Câștigătoare | 6–4 | iulie 2025         | Iași Open, România                                 | Zgură     | Jil Teichmann           | 6–0, 7–5      |

#### Dublu: 16 (9 titluri, 7 finale)
| Legendă        |
| -------------- |
| Grand Slam     |
| WTA 1000 (0–1) |
| WTA 500 (0–2)  |
| WTA 250 (9–4)  |

| Titluri după suprafață |
| ---------------------- |
| Dură (5-4)             |
| Iarbă (1–1)            |
| Zgură (3-2)            |
| Covor (0–0)            |

| Rezultat     | C–P | Dată               | Turneu                                                  | Suprafață | Parteneră               | Adversare                                 | Scor                       |
| ------------ | --- | ------------------ | ------------------------------------------------------- | --------- | ----------------------- | ----------------------------------------- | -------------------------- |
| Câștigătoare | 1–0 | 14 ianuarie 2012   | Moorilla Hobart International, Hobart, Australia        | Dură      | Monica Niculescu        | Chuang Chia-jung Marina Erakovic          | 6–7(4–7), 7–6(7–4), [10–5] |
| Finalistă    | 1–1 | 28 aprilie 2012    | Grand Prix SAR La Princesse Lalla Meryem, Fes, Maroc    | Zgură     | Alexandra Cadanțu       | Petra Cetkovská Alexandra Panova          | 6–3, 6–7(5–7), [9–11]      |
| Finalistă    | 1–2 | 21 octombrie 2012  | BGL Luxembourg Open, Luxemburg, Luxemburg               | Dură      | Monica Niculescu        | Andrea Hlaváčková Lucie Hradecká          | 3–6, 4–6                   |
| Câștigătoare | 2–2 | 21 iunie 2013      | Topshelf Open, 's-Hertogenbosch, Olanda                 | Iarbă     | Anabel Medina Garrigues | Dominika Cibulková Arantxa Parra Santonja | 4–6, 7–6(7–3), [11–9]      |
| Câștigătoare | 3–2 | 22 februarie 2014  | Rio Open, Rio de Janeiro, Brazilia                      | Zgură     | María Irigoyen          | Johanna Larsson Chanelle Scheepers        | 6-2, 6-0                   |
| Câștigătoare | 4–2 | 21 septembrie 2014 | Kia Korea Open, Seul, Coreea de Sud                     | Dură      | Lara Arruabarrena       | Mona Barthel Mandy Minella                | 6-3, 6-3                   |
| Finalistă    | 4–3 | 21 februarie 2015  | Rio Open, Rio de Janeiro, Brazilia                      | Zgură     | María Irigoyen          | Ysaline Bonaventure Rebecca Peterson      | 0–3, ret.                  |
| Finalistă    | 4–4 | 3 octombrie 2015   | Wuhan Open, Wuhan, China                                | Dură      | Monica Niculescu        | Martina Hingis Sania Mirza                | 2−6, 3−6                   |
| Finalistă    | 4–5 | 24 octombrie 2015  | Kremlin Cup, Moscova, Rusia                             | Dură      | Monica Niculescu        | Daria Kasatkina Elena Vesnina             | 3–6, 7–6(9–7), [5–10]      |
| Câștigătoare | 5–5 | 23 iulie 2017      | BRD Bucharest Open, București, România                  | Zgură     | Raluca Olaru            | Elise Mertens Demi Schuurs                | 6-3, 6-3                   |
| Câștigătoare | 6–5 | 15 octombrie 2017  | Tianjin Open, Tianjin, China                            | Dură      | Sara Errani             | Dalila Jakupovic Nina Stojanovic          | 6-4, 6-3                   |
| Câștigătoare | 7–5 | 7 ianuarie 2018    | Shenzen Open, Shenzen, China                            | Dură      | Simona Halep            | Barbora Krejcikova Katerina Siniakova     | 1-6, 6-1, [10-8]           |
| Finalistă    | 7–6 | 30 iunie 2018      | Nature Valley International, Eastbourne, Marea Britanie | Iarbă     | Mihaela Buzărnescu      | Gabriela Dabrowski Yifan Xu               | 3-6, 5-7                   |
| Câștigătoare | 8–6 | 22 iulie 2018      | BRD Bucharest Open, București, România                  | Zgură     | Andreea Mitu            | Danka Kovinic Maryna Zanevska             | 6-3, 6-4                   |
| Finalistă    | 8–7 | 30 septembrie 2018 | Tashkent Open, Tașkent, Uzbekistan                      | Dură      | Raluca Olaru            | Olga Danilovic Tamara Zidansek            | 5-7, 3-6                   |
| Câștigătoare | 9–7 | 3 februarie 2019   | Thailand Open, Hua Hin, Thailanda                       | Dură      | Monica Niculescu        | Anna Blinkova Yafan Wang                  | 2–6, 6-1, [12-10]          |

## Finale WTA Challenger

### Simplu: 2 (2 titluri)
| Rezultat | C–P | Dată            | Turneu                                 | Suprafață | Adversară      | Scor     |
| -------- | --- | --------------- | -------------------------------------- | --------- | -------------- | -------- |
| Câștigat | 1–0 | martie 2020}    | Indian Wells Challenger, Statele Unite | Dură      | Misaki Doi     | 6–3, 6–3 |
| Câștigat | 2–0 | septembrie 2022 | BCR Open Romania Ladies                | Zgură     | Réka Luca Jani | 6–3, 6–3 |

### Finale în circuitul ITF
| Turnee de $100,000 |
| Turnee de $75,000  |
| Turnee de $50,000  |
| Turnee de $25,000  |
| Turnee de $10,000  |

#### Simplu: 10 (6–4)
| Rezultat     | Nr. | Data               | Turneu                 | Suprafața | Adversara în finală | Scorul           |
| Finalistă    | 1.  | 10 septembrie 2006 | București 6, România   | Zgură     | Alexandra Cadanțu   | 3–6, 6–2, 3–6    |
| Câștigătoare | 2.  | 9 septembrie 2007  | Brașov, România        | Zgură     | Cristina Mitu       | 7–6(2), 6–2      |
| Finalistă    | 3.  | 23 martie 2008     | Ain Sukhna, Egipt      | Covor     | Katarzyna Piter     | 6–7(7), 4–6      |
| Câștigătoare | 4.  | 7 septembrie 2008  | Brașov, România        | Zgură     | Diana Enache        | 4–6, 6–4, 6–1    |
| Câștigătoare | 5.  | 14 septembrie 2008 | Budapesta, Ungaria     | Zgură     | Laura-Ioana Andrei  | 7–5, 6–1         |
| Câștigătoare | 6.  | 11 octombrie 2008  | Jounieh, Liban         | Zgură     | Anastasia Yakimova  | 6–2, 6–0         |
| Câștigătoare | 7.  | 26 octombrie 2008  | Glasgow, Scoția        | Hard      | Patricia Mayr       | 2–6, 7–5, 7–6(1) |
| Finalistă    | 8.  | 11 aprilie 2010    | Incheon, Coreea de Sud | Hard      | Lee Jin-A           | 4–6, 2–6         |
| Finalistă    | 9.  | 15 august 2010     | Versmold, Germania     | Zgură     | Magda Linette       | 2–6, 5–7         |
| Câștigătoare | 10. | 19 septembrie 2010 | Podgorița, Muntenegru  | Zgură     | Annalisa Bona       | 6–1, 6–1         |
| Câștigătoare | 11. | 13 februarie 2011  | Cali, Columbia         | Zgură     | Laura Pous Tió      | 6–3, 7–6(1)      |
| Finalistă    | 12  | 12 iunie 2011      | Marseille, Franța      | Zgură     | Pauline Parmentier  | 3–6, 2–6         |
| Câștigătoare | 12. | 23 iulie 2011      | București, România     | Zgură     | Laura Pous Tió      | 6–3, 7–5         |

#### Dublu: 20 (13–7)
| Rezultat     | Nr. | Data               | Turneu                 | Suprafața | Parteneră              | Adversare în finală                              | Scorul            |
| Câștigătoare | 1.  | 30 iunie 2006      | Galați, România        | Zgură     | Carmen-Raluca Țibuleac | Bianca Bonifate Diana Gae                        | 6–2, 7–5          |
| Câștigătoare | 2.  | 11 mai 2007        | București, România     | Zgură     | Simona Halep           | Laura-Ioana Andrei Ioana Gaspar                  | 6–4, 6–2          |
| Finalistă    | 3.  | 31 august 2007     | Hunedoara, România     | Zgură     | Laura-Ioana Andrei     | Diana Enache Antonia-Xenia Tout                  | 6–3, 4–6, 4–6     |
| Finalistă    | 4.  | 9 septembrie 2007  | Brașov, România        | Zgură     | Diana Gae              | Raluca Ciulei Camelia Hristea                    | 5–7, 4–6          |
| Finalistă    | 5.  | 15 iunie 2008      | Craiova, România       | Zgură     | Alexandra Damaschin    | Laura-Ioana Andrei Diana Enache                  | 3–6, 1–6          |
| Câștigătoare | 6.  | 11 iulie 2008      | București, România     | Zgură     | Ioana Gaspar           | Mihaela Bunea Gabriela Niculescu                 | 4–6, 6–3, [10–3]  |
| Câștigătoare | 7.  | 25 iulie 2008      | Hunedoara, România     | Zgură     | Elora Dabija           | Katarína Poljaková Zuzana Zlochová               | 7–5, 6–2          |
| Câștigătoare | 8.  | 29 august 2008     | București, România     | Zgură     | Laura-Ioana Andrei     | Lyudmyla Kichenok Nadiya Kichenok                | 6–2, 3–6, [10–6]  |
| Câștigătoare | 9.  | 5 septembrie 2008  | Brașov, România        | Zgură     | Laura-Ioana Andrei     | Bianca Hîncu Cristina Stancu                     | 6–2, 6–2          |
| Câștigătoare | 10. | 14 septembrie 2008 | Budapesta, Ungaria     | Zgură     | Laura-Ioana Andrei     | Davinia Lobbinger Efrat Mishor                   | 6–2, 6–4          |
| Finalistă    | 11. | Finalistă          | Glasgow, Scoția        | Hard      | Laura-Ioana Andrei     | Stefania Boffa Amanda Elliott                    | 4–6, 6–7(3)       |
| Câștigătoare | 12. | 9 mai 2009         | București, România     | Zgură     | Simona Halep           | Julia Goerges Sandra Klemenschits                | 2–6, 6–1, [12–10] |
| Câștigătoare | 13. | 10 aprilie 2010    | Incheon, Coreea de Sud | Hard      | Erika Sema             | Misaki Doi Junri Namigata                        | 6–0, 7–6(8)       |
| Finalistă    | 14. | 18 iulie 2010      | Darmstadt, Germania    | Zgură     | Erika Sema             | Vitalia Diatchenko Laura Siegemund               | 6–4, 1–6, [4–10]  |
| Câștigătoare | 15. | 30 iulie 2010      | București, România     | Zgură     | Elena Bogdan           | María Irigoyen Florencia Molinero                | 6–1, 6–1          |
| Câștigătoare | 16. | 8 august 2010      | Hechingen, Germania    | Zgură     | Anaïs Laurendon        | Julia Schruff Erika Sema                         | 6–2, 4–6, [10–8]  |
| Câștigătoare | 17. | 18 septembrie 2010 | Podgorița, Muntenegru  | Zgură     | Mihaela Buzărnescu     | Valeria Solovieva Maryna Zanevska                | 5–7, 7–5, [12–10] |
| Câștigătoare | 18. | 25 septembrie 2010 | București, România     | Zgură     | Elena Bogdan           | Leticia Costas-Moreira Eva Fernandez-Brugues     | 6–1, 6–3          |
| Finalistă    | 19. | 8 octombrie 2010   | Madrid, Spania         | Zgură     | Elena Bogdan           | Lara Arruabarrena-Vecino María Teresa Torró-Flor | 4–6, 5–7          |
| Finalistă    | 20. | 27 noiembrie 2010  | Toyota, Japonia        | Covor (I) | Mădălina Gojnea        | Shuko Aoyama Rika Fujiwara                       | 6–1, 3–6, [9–11]  |